# Mama (Iucatã)
Mama é um município do estado do Iucatã, no México. A população do município calculada no censo 2005 era de 2.697 habitantes.